# Fruitcake
Fruitcake was een Nederlandse muziekband.
De discogroep werd in 1980 opgericht door Jan-Paul Driessen en Rob Taekema. Jan-Paul  is een broer van Ellert Driessen van de band Spargo. Hun eerste single "My Feet Won't Move" werd veel gedraaid op Hilversum 3 en bereikte begin 1981 de 8e positie in zowel de Nederlandse Top 40 als de Nationale Hitparade. In de TROS Top 50 werd zelfs de 7e positie bereikt. Het nummer zou in Nederland hun grootste succes blijven. 
"I Like The Way" bereikte in het najaar van 1982 de 26e positie in de Nederlandse Top 40, de 30e positie in de Nationale Hitparade en de 29e positie in de TROS Top 50. De verdere singles waren minder succesvol en de band sterft een stille dood in 1984.

## Bandleden
- Pieter Louhenapessy (percussie) - overleed in 1983 op 36-jarige leefrijd
- Bart Adrichem (drums)
- Ben Baan (keyboards)
- Jan-Paul Driessen (bas)
- Jo Ann Collins (zang)
- Mildred Douglas (zang), verlaat de band in 1981 en wordt later bekend met Mai Tai
- Caroline de Windt (zang), verlaat de band en wordt eveneens later bekend met popgroep Mai Tai
- Rob Taekema (gitaar & zang)
- Ed Rutgers (gitaar & productie)
- Denise Jannah (zang), korte tijd, vanaf 1982[1]

## Singles
- My Feet Won't Move
- Fruitcake
- Talking All Night
- A Second Try
- I Like The Way
- Put On Your Specs Again
- Summer Melody